# Обикновен вомбат
Обикновен вомбат (Vombatus ursinus) е вид двурезцов торбест бозайник, единствен съвременен представител на род Vombatus.

## Разпространение
Видът е разпространен от южните планински части на Куинсланд до югоизточната част на континентална Австралия. Разпространен е и на Тасмания, съседните острови и островите от Басовия пролив.

## Подвидове
Обикновеният вомбат е представен с три подвида:
- Vombatus ursinus hirsutus, основният подвид. Обитава континенталната част на Австралия.[3]
- Vombatus ursinus tasmaniensis, подвид от Тасмания.[3] По-дребен е от предходния. [4]
- Vombatus ursinus ursinus, обитател на островите от Басовия пролив. Днес представителите му обитават само остров Флиндърс.[3] През 1996 г. популацията му наброявала едва 4000 представители. Това го поставя сред застрашените подвидове.[5][6]

## Морфологични особености
Обикновеният вомбат има набито тяло разположено близо до земята. Възрастните са с дължина на тялото 80 – 130 cm и тежат между 17 и 40 kg. Континенталният подвид е по-едър от островните.

## Начин на живот
Обикновеният вомбат е териториално животно. Всеки обитава определен ареал, където се храни и размножава. Тук той изгражда тунел с различна дължина – от 2 до 20 m. Той е снабден с много допълнителни разклонения. Почти винаги обаче входът е само един. Обикновено е активен през нощта, но се среща и сутрин и вечер преди да се стъмни.

### Хранене
Представителите са растителноядни. Пасат трева и други растения.

### Размножаване
Обикновеният вомбат дава поколение на всеки две години. Нормално отглежда по едно малко. Бременността продължава 20 - 30 дни, а след това малкото остава в торбата около 6 месеца. Когато напуснат торбата малките са с тегло 3,5 - 6,5 kg. Отбиването става на около 12 – 15 месечна възраст, а на 18 месеца стават независими от майката.